# Jay Ferguson (musicien canadien)
Pour les articles homonymes, voir Jay Ferguson.
Jay Ferguson (né le 14 octobre 1968) est un des membres du groupe de rock canadien Sloan. Il est le seul membre du groupe à être originaire d'Halifax.

## Biographie
A douze ans, il travaillait déjà chez un disquaire d'occasion. Avant Sloan, il faisait partie d'un groupe en compagnie de Chris Murphy appelé Kearney Lake Road. En 1991 Ferguson et Murphy démarre Sloan aux côtés de Patrick Pentland et Andrew Scott. Ferguson joue de la guitare rythmique et occasionnellement de la basse et de la Batterie.
Ses plus fameuses contributions au répertoire du groupe sont probablement I Hate My Generation sur Twice Removed, The Lines You Amend sur One Chord to Another, et Who Taught You to Live Like That? sur Never Hear the End of It.
En décembre, 2005 Ferguson commence à animer une émission de radio sur CBC Radio 3 avec Chris Murphy. Leur émission est diffusée les samedis et dimanches sur Sirius Satellite Radio (canal 94). Elle est en suspens depuis novembre 2006.
Ferguson collabore aussi avec de nombreux autres musiciens : on peut l'entendre sur Darby & Joan de Gentleman Reg (2004). Il est aussi occasionnellement DJ dans divers clubs de la région de Toronto.

## Anecdote
En 2005, la musicienne Mary Cobham a réalisé un album dédié à Jay Ferguson, intitulé Songs in the Key of Jay, qui explore le thème des magazines pour adolescents et son coup de foudre pour le musicien de Sloan.